# ヴァンター

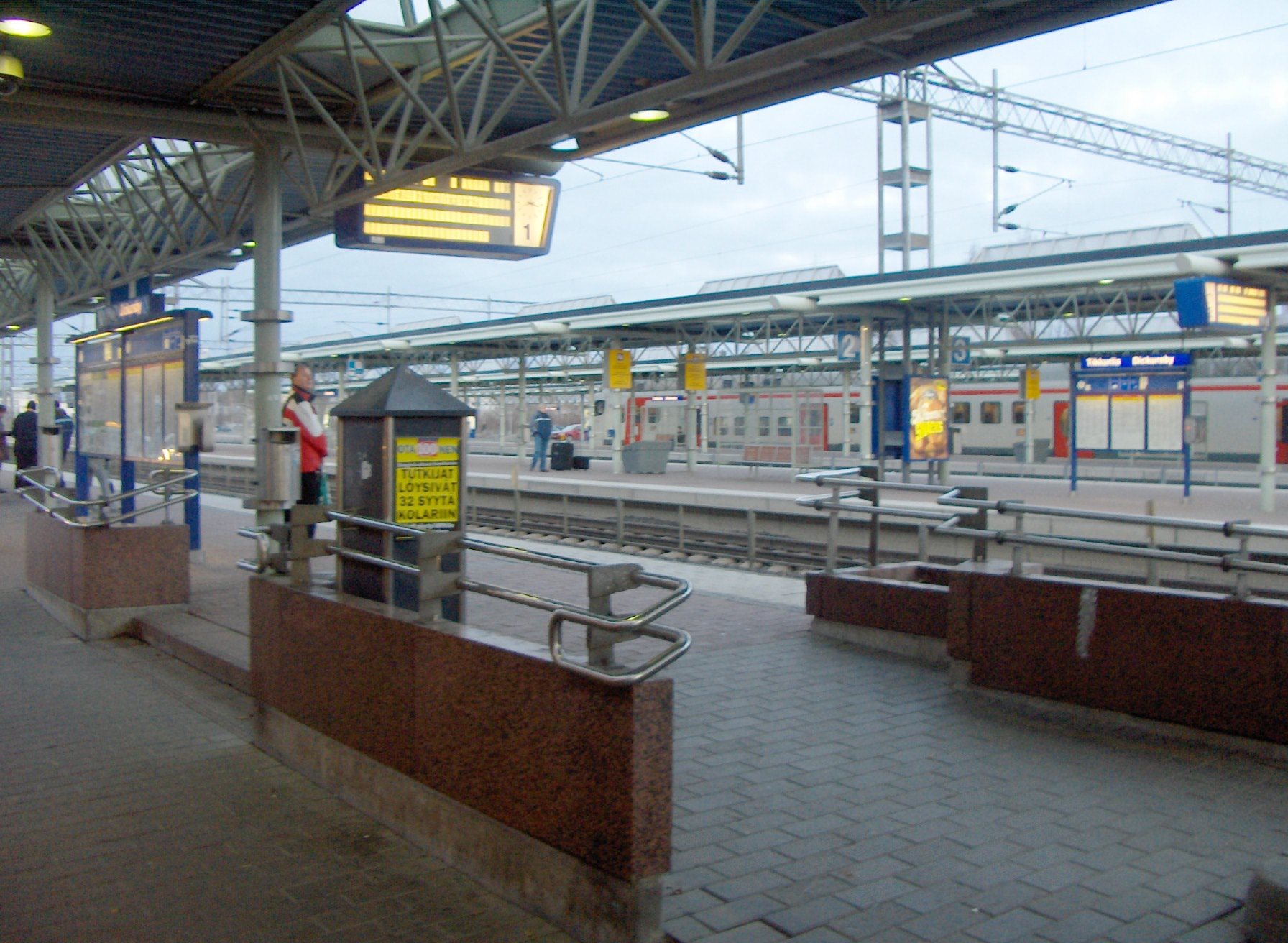
ティックリラ駅

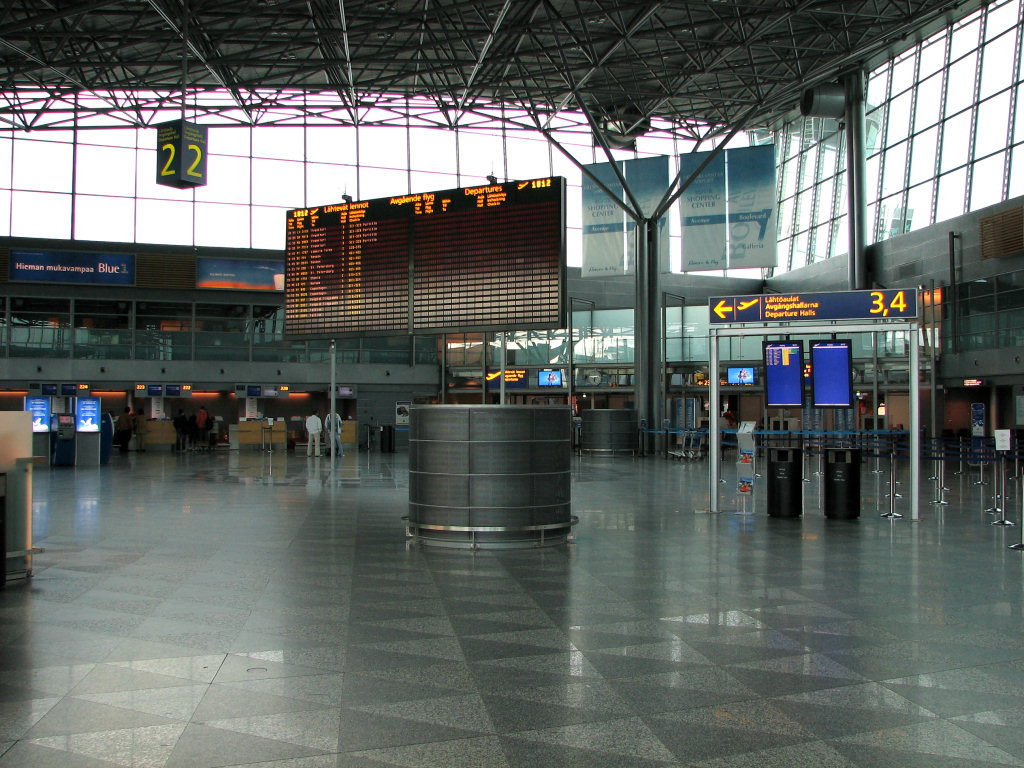
ヘルシンキ・ヴァンター空港

ヴァンター（フィンランド語: Vantaa [ˈʋɑntɑː]、スウェーデン語: Vanda [ˈvɑnːdɑ]（ヴァンダ））は、フィンランド、ウーシマー県にある都市である。
ヘルシンキ郡に属しており、南から南西は首都のヘルシンキと、西はエスポーと、北はヌルミヤルヴィ、ケラヴァ、トゥースラと、東はシポーとそれぞれ接しており、ヘルシンキ、エスポー、カウニアイネンと共にヘルシンキ都市圏を形成している。市の中心部はティックリラ（フィンランド語: Tikkurila / スウェーデン語: Dickursby）であり、その他の主要な市街地としてはミュールマキ、マルティンラークソ、ハクニラ、コイヴキュラ、コルソなどが挙げられる。
ヴァンターの人口は2021年12月31日現在で239,216人で、フィンランドで4番目に大きな都市である。面積は240.35km2、人口密度は1003.55人/km2である。
ヴァンター市内には国内最大の空港であるヘルシンキ・ヴァンター空港がある。また、エウレカには科学博物館がある。Carl Albert Edelfeltが設計し1861年に完成した、フィンランド最古の駅舎であるティックリラ駅の旧駅舎は、現在では市立博物館として利用されており、地域史などをテーマにした展示が行われている。

## 歴代の市長
- ラウリ・ライララ 1974-1989
- ピルヨ・アラ＝カペー 1989-1997
- エルッキ・ランタラ 1997-2003
- ユハニ・パーヤネン 2003-2011
- ユッカ・ペルトマキ 2011
- カリ・ネノネン 2012-

## 人口の変遷
| 年   | 人口    |
| ---- | ------- |
| 1805 | 4,840   |
| 1865 | 6,974   |
| 1880 | 7,819   |
| 1890 | 8,865   |
| 1900 | 11,110  |
| 1910 | 18,321  |
| 1920 | 22,368  |
| 1930 | 23,558  |
| 1940 | 31,511  |
| 1950 | 14,976  |
| 1960 | 41,906  |
| 1970 | 72,215  |
| 1980 | 129,918 |
| 1990 | 152,263 |
| 2000 | 176,386 |
| 2007 | 190,058 |
| 2010 | 200,029 |
| 2020 | 237,231 |

## スポーツ
- フィギュアスケートの国際大会フィンランディア杯が2006年から当地で開催されている。
- PK-35ヴァンター：サッカー、ウッコネン（国内2部リーグ）所属

## ヴァンター出身の人物
- パーヴォ・タルヴェラ：第二次世界大戦期のフィンランドの軍人
- アンナ・アブレウ：歌手
- タミ・キウル：スキージャンプオリンピックメダリスト
- スヴィ・コポーネン：ファッションモデル
- ミカ・サロ：レーシング・ドライバー
- ミカ・ハッキネン：レーシング・ドライバー、フォーミュラ1の世界チャンピオン
- ラウリー・マルケネン：バスケットボール選手
- ヤーッコ・ヒンティッカ：哲学者、論理学者、ボストン大学教授
- オッリ・ムストネン：ピアニスト、指揮者、作曲家
- Patrik Antonius - プロフェッショナル・ポーカープレーヤー
- Sampsa Astala - ミュージシャン
- Sami Kapanen - アイスホッケー選手
- Ville Peltonen - アイスホッケー選手
- Jarkko Ruutu - アイスホッケー選手
- Tuomo Ruutu - アイスホッケー選手
- Eicca Toppinen - ヘヴィメタルバンド「アポカリプティカ」のチェロ奏者
- Ossi Väänänen - アイスホッケー選手

## 姉妹都市
- Askim、ノルウェー（1951年-）
- フッディンゲ、スウェーデン（1951年-）
- Lyngby-Taarbæk、デンマーク（1951年-）
- ヌーク、グリーンランド（1965年-）
- Matte Yehuda、イスラエル（1967年-）
- ラシュタット郡、ドイツ（1968年-）
- キネシマ、ロシア（1969年-）
- シャルゴータルヤーン、ハンガリー（1976年-）
- ムラダー・ボレスラフ、チェコ（1978年-）
- セイジスフィヨルズル、アイスランド（1980年-）
- フランクフルト (オーダー)、ドイツ（1987年-）
- スウプスク、ポーランド（1987年-）
- 済南市、中華人民共和国（2001年-）